# 恒星
恒星（、英: fixed stars、羅: asteres aplanis）とは、自ら光を発し、その質量がもたらす重力による収縮に反する圧力を内部に持ち支えるガス体の天体の総称である。古典的な定義では、夜空に輝く星のうちその見かけの相対位置の変化の少ないもののことを指す。地球から一番近い恒星は、太陽系唯一の恒星である太陽である。

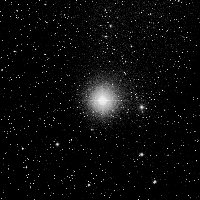
恒星

惑星が地球を含む太陽系内の小天体であるのに対し、恒星はそれぞれが太陽に匹敵する、あるいは凌駕する大きさや光度をもっているが、非常に遠方にあるために小さく暗く見えている。太陽近傍の恒星のほとんどに同時に生まれた恒星が存在し連星を形成するが、太陽とペアとなる恒星が見つかっておらず仮説上の連星としてネメシスと名付けられている。

## 語源
「恒星（羅: asteres aplanis）」という言葉は、英語「fixed star」の漢訳であり、地球から肉眼で見た際に太陽や月または太陽系の惑星に見られるような動きを見せず、天球に恒常的に固定された星々という意味で名づけられた。これに対し、天球上を移動していく星のことを「さまよう星」という意味で「惑星」と名づけられたといわれる。漢字圏（中・越・朝・日）で「恒星」という漢語術語は共通するが、「惑星」という術語は現在では日本のみが使用する。中・越・朝は「行星」といい、「さまよう星」という意味ももつが、同時に五行思想に基づく五惑星（水星・金星・火星・木星・土星）を暗示する。恒星・惑星・行星という漢語は、いずれも、明末清初に西欧天文書がマテオ・リッチとその協力者たちによって漢訳される際に、参照された古代中国の宇宙論から採用されたと考えられるが、初出は不明である。上海博物館蔵戦国楚竹書に「恒先」と仮称される文献があり、その宇宙論が「恒」と「惑」（或）および「恒」と「行」によって構成されていることが浅野裕一『古代中国の宇宙論』（2006, 94-96頁）に紹介されている。しかし、明清時期にはこの書は失われた状態であって、マテオ・リッチとその協力者たちにより参照されたのは似た内容を持つ別の文献だったと考えられる。

## 固有運動
語源にもあるように、太陽以外の恒星は地球から数光年以上の離れた場所にあるため、恒星の見かけ上の相対的な位置はほとんど変化しない。
ただし、恒星は天球上で完全に静止しているわけではなく、わずかに固有運動を持つ。明るい恒星では年間0.1秒角以下の固有運動を持つが、太陽に近い星はより速く動き、これらは高速度星と呼ばれる。その中でもバーナード星（HIP87937）は10.36秒角/年の速度で移動し、100年間で満月の半径にほぼ相当する17.2分角を移動する。そのため、特に注意を払っていなければ数十年から数百年程度の時間では肉眼で変化を確認することは難しい。

## 命名と分類
相対的に動かない（前述のように現在ではこの表現は厳密には正しくなく、ごくわずかな固有運動が発見されている）という恒星の性質から、古代の人々は恒星の配置に星座を見出してきた。
古代ギリシアのヒッパルコスが作成し、これを元にプトレマイオスが『アルマゲスト』に記載した星表には、1022個の星が存在した。この星表はイスラム世界にも伝えられ普及したため、恒星の固有名に関してはギリシャ神話に由来する名称のほか、アラビア語由来のものも多くなっている。
現代では、それほど明るくない恒星に関しては、おもにヨハン・バイエルの「バイエル星表」に記載された記号で呼ばれる。これは「バイエル記号」と呼ばれる。星座ごとに明るい順にα星、β星とギリシャ語の記号を付けるもので、足りなくなるとローマ字（ラテン文字）のアルファベットの小文字が、それでも足りないとローマ字の大文字が使われた。バイエルの死後、星座の境界が変更されたため、たとえば「α星が無い星座」なども存在する。また、必ずしも明るい順に付けられているわけでもない。具体的には、ギリシャ語のアルファベットと星座名を合わせ、「こと座 α星」などと呼ぶ。国際的にはラテン語を使い、α Lyraeと書く。このとき星座名は属格に活用変化させる。IAUによる3文字の略符を使い、α Lyr と書いてもよい。NASAによる4文字の略符もあるが一般的ではない。バイエルは混乱を防ぐため、たとえば（ギリシャ文字のαとの混同を避けるため）ローマ文字のa星を作らなかった。また、最も星の多い星座でもQ星までしか付けなかったため、R以降の文字は変光星などの特殊な天体に付けられる。
これより更に暗い星は、ジョン・フラムスティードの星表に記されたフラムスティード番号で呼ばれる。恒星を西から順に1番星、2番星と数字の符号を付けるものである。ただし、フラムスティード番号は、南天の星座には付けられていないなどの弱点がある。フラムスティード番号で、上記のこと座α星を表すと、こと座3番星（3 Lyrae、または 3 Lyr）となる。この番号は、フラムスティードの望遠鏡で見たところ、こと座で西端から3番目にあった星ということになる。
よく、バイエルが命名しなかった暗い星に順番に番号が振られたといわれることがあるが、誤りである。たとえば、オリオン座α星（ベテルギウス）は、フラムスティード番号ではオリオン座58番星となる。多くの恒星が両者によって命名がされている。ただし、現在はバイエル符号がおもに使われ、フラムスティード番号は主にバイエル名の付いていない星に使われる。これよりも更に暗い星は、更にそののちに決定された星表（HDなど）で付けられた番号や記号で呼ばれる。
Wikipediaでは、英語版にはバイエル記号を用いた「Table of stars with Bayer designations」という大きな一覧表があり、日本語版には「恒星の一覧」という簡素な記事がある。

### 見かけの明るさによる分類
| 見かけの 等級 | 星の 個数 |
| ------------- | --------- |
| -1            | 2         |
| 0             | 7         |
| 1             | 12        |
| 2             | 67        |
| 3             | 190       |
| 4             | 710       |
| 5             | 2,000     |
| 6             | 5,600     |
| 7             | 16,000    |

恒星の見かけの明るさはさまざまである。太陽を除き、もっとも明るく見える恒星はシリウス（おおいぬ座α星）、次いでカノープス（りゅうこつ座α星）である。しかしこのような視認できる明るさは、恒星本来の明るさとは異なり、単位面積の光量は距離の2乗に逆比例して少なくなる。
この見かけの明るさは視等級や写真等級で表される。視等級mは、こと座α星が0（ゼロ）等級になる様に定数Cを定め、地球上の単位面積あたりに届く光の強度Iから、
m = -2.5 log I + C
で表される。2つの恒星の等級差は、
m1 - m2 = -2.5 log ( I1/I2)
で表され、これをボグソンの式という。
見かけの等級は肉眼で見える明るさのものを6つに分割しており、数字が小さくなるほど明るくなる。この6分割法は紀元前150年頃に古代ギリシアのヒッパルコスによって始められたと伝えられており、その後観測機器や技術の向上により肉眼で見えない星が発見されるようになると7等星以上の区分が追加されるようになり、また1等星の中でも特に明るいものには0等級や、さらにはマイナスの等級もつけられるようになった。

## 観測

### 距離と明るさ
恒星までの距離測定には、一般的に年周視差が用いられる。これは地球が公転運動する中で、近距離の恒星が遠距離の恒星に対して見かけ上の位置に生じる差を観測するもので、1秒角の視差がある時、公転軌道の中心にある太陽からその対象までの距離をパーセク（pc）で表す。1pcは3.26光年、2.06×105AUそして3.08×1013kmである。現在判明している年周視差が最大、すなわち太陽の次に近い恒星はケンタウルス座α星であり、視差0.76秒角、距離1.32pcつまり2.72×105AUとなる。この年周視差を用いる計算法は地動説確立後に間もなく意識され、18 - 19世紀ごろから観測が始まり、1837 - 38年ごろに手段として正しさが確認された。この測定に最初に成功したのはフリードリヒ・ヴィルヘルム・ベッセルであり、はくちょう座61番星までの距離を約10.3光年と算出した。その後さまざまな星の視差が測定され、1989年に欧州宇宙機関が打ち上げたヒッパルコス衛星は約11万8000個の恒星の位置および年周視差を測定し、その結果はヒッパルコス星表およびティコ星表として公表された。
ただし、非常に遠方にある星には視差が使用できないため、周期的脈動変光星である古典的セファイド変光星を利用した距離測定がなされる。1908年にハーバード大学天文台のヘンリエッタ・スワン・リービットがケフェイド変光星の変光周期と絶対等級が比例する、いわゆる周期-光度関係を発見したことにより開発された方法で、ケフェイド変光星の周期を求めることで絶対等級を算出し、それを見かけの等級と比較することで距離を割り出す。
恒星までの距離が判明すれば、本来の明るさである絶対等級が計算できる。ある恒星までの距離を10パーセクとした場合に見える視等級を表す。視等級と絶対等級は必ずしも一致せず、例えば太陽は地球からの視等級は-26.78等星であるのに対し、絶対等級では4.83等星にすぎない。

### 恒星の分光
| 型 | 温度（ケルビン） | 代表的な恒星       |
| -- | ---------------- | ------------------ |
| O  | 33,000 K or 以上 | とも座ζ星          |
| B  | 10,500–30,000 K  | オリオン座γ星      |
| A  | 7,500–10,000 K   | シリウス           |
| F  | 6,000–7,200 K    | プロキオン         |
| G  | 5,500–6,000 K    | 太陽、カペラ       |
| K  | 4,000–5,250 K    | アークトゥルス     |
| M  | 2,600–3,850 K    | ベテルギウス、ミラ |

恒星の光を分光器にかけ、そのスペクトルを観察すると、暗い筋であるフラウンホーファー線が見られる。この線が現れる位置は恒星の表面温度を反映しており、19世紀末から20世紀にかけてハーバード大学天文台が高温のO型から低温のM型までの7種類の分類を施した。スペクトルによる分類に最初に着手したのはハーバード大学天文台のエドワード・ピッカリングと助手のウィリアミーナ・フレミングであり、水素の多いものをAから順に分類していく方式を取ったがこれは不十分なもので、のちに同天文台のアニー・ジャンプ・キャノンがOからMまでの7タイプに分類するハーバード法を確立した。
ハーバード法による分類は、以下のようになる。
- O型：電離したヘリウム、高階電離状態の炭素・窒素・酸素などの線が現れる。
- B型：強い中性ヘリウムや水素の吸収線が現れる。
- A型：強い水素の吸収線と、金属吸収線が現れる。
- F型：弱い水素の吸収線と、強い電離カルシウムのH・K線が現れる。
- G型：F型よりも水素の吸収線が弱く、H・K線はより強い
- K型：多くの金属吸収線が現れる。
- M型：K型に、酸化チタン（TiO）の吸収帯が際立つ。

現在は、この7種それぞれをさらに9段階のサブクラスに分け、合計63段階で表示される。
1940年代に、同じスペクトルに現れる線の太さや強さが着目され、これが恒星の絶対等級と関係することが明らかになった。たとえばBやA型の恒星では、絶対等級の明るい星ほど水素のパルマー線の幅が狭く、絶対等級効果と呼ばれる。これを元に光度階級という指標が導入され、ローマ数字のIからVまでの5段階で表す。
- I型：もっとも直径が大きい恒星（超巨星）[21]
- II型：次に直径が大きい恒星[21]（輝巨星）[23]
- III型：直径が大きい恒星（巨星）[21]
- IV型：巨星と矮星の間に当たる恒星[21]（準巨星）[23]
- V型：矮星（主系列星）[21]

上記2種類の分類を組み合わせる表示法はMK2次元分類と呼ばれる。たとえば太陽はG2V、ベガはA0V、はくちょう座のデネブはA2Iである。MK分類の名は、開発者のウィリアム・ウィルソン・モーガンとフィリップ・チャイルズ・キーナンの名前に由来し、モルガン・キーナン分類とも呼ばれる。「スペクトル分類」も合わせて参照のこと。
スペクトルを分析すると、特定の元素が示すフラウンホーファー線は実験室で観察する線とずれが見られる場合がある。これは、恒星の固有運動によって距離が変化するために生じるドップラー効果が影響する。ここから逆に、恒星がどのような運動をしているかを分析することができる。また、恒星が含む元素構成比を測定することも可能であり、恒星の進化状況を判断する材料も与える。

### 色
恒星は黒体放射にほぼ等しい光を連続して放っている。これを利用して表面温度を測定する方法では、B（Blue 青）と V（Visual 可視） の2種類のフィルターを通して等級を測定し、その差（B-V）から温度を推計する方法が用いられる。このB-V透過率は色指数と呼ばれ、A0型の恒星をゼロと置き、青が強いと等級数は小さくなるため、色指数が大きいと温度が低く、小さいと温度が高いと考えられる。

### ヘルツシュプルング・ラッセル図

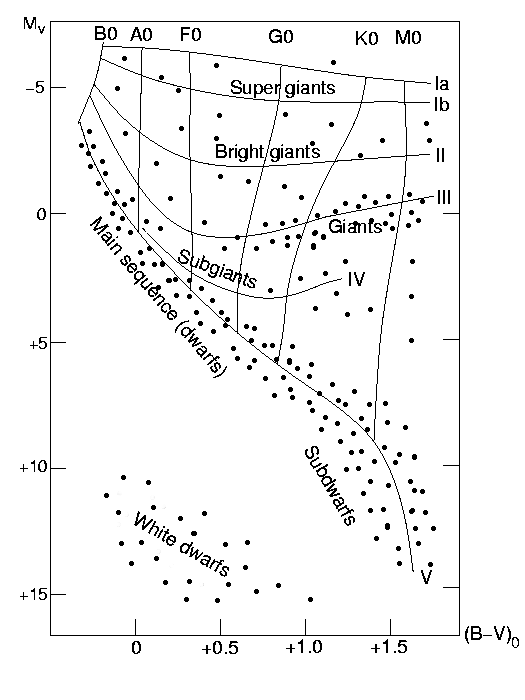
ヘルツシュプルング・ラッセル図

20世紀初めに、アメリカのヘンリー・ノリス・ラッセルが恒星のスペクトルと絶対等級の相関関係を図に並べたところ、多くの星が左上と右下を結ぶ帯を成すことが示された。また、デンマークのアイナー・ヘルツシュプルングも独立に恒星の色と明るさの関係に偏りがあることを示した。この相関はヘルツシュプルング・ラッセル図（HR図）として纏められ、恒星の進化を示したものを認識されるようになった。HR図の横軸はスペクトルの型で表す場合と色指数で表す場合があるが、どちらも基本的に恒星の表面温度の指標である。なお後者は色-等級図と呼ばれる場合もある。
HR図にある恒星の位置は、その星の大きさを知る手がかりを与える。恒星が放射するエネルギー総量は、単位面積当たり放射量と星の表面積の積で表される。面積当たり放射量は半径の2乗に比例し、シュテファン＝ボルツマンの法則から温度の4乗に比例する。スペクトル、つまり表面温度が同じで絶対等級が0等と10等のふたつの星は、総放射量の差は1万倍になる。これを半径に置き換えると100倍の差があることになる。同じ絶対等級の場合、A型（表面温度1万K）とM型（同3,000K）では、A型はM型の3.3倍であり、この4乗が単位面積当たり放射量になるため差は120倍となる。しかし総放射量は同じであるため、表面積ではA型の表面積M型の120分の1となり、半径では11分の1となる。

### X線
X線は恒星の死後の姿である中性子星や、恒星の放射物が連星を成す高密度星に引きずり込まれる際に発生することが知られるが、単独の恒星からも観察される。
太陽をX線観測すると、磁力線のねじれと再結合の際にエネルギーが解放され、コロナやフレアを発する際に放射が起こることが知られている。形成中で若く、まだ中心で水素の核融合を起こす前段階にある前主系列星という恒星は、太陽よりも強い短波長の硬X線を放つ現象が知られる。形成途上の恒星は周囲から収縮途上のガスの流入が続き、その角運動量が持ち込まれて自転が早くなる。すると星の内部で対流が大規模に起こり、発生するフレアも太陽の数万倍規模になって強いX線が生じると考えられている。前主系列星は星間ガスに取り囲まれて可視光線では観測しづらい。しかし硬X線を使えばその位置を知る手段のひとつになる。
太陽質量の5倍以上の恒星は表面対流を起こしておらずコロナやフレアが生じないためX線は放射しないと考えられていたが、X線天文衛星HEAO-2はこのような星からX線を観測した。大質量星は多くの質量を星風の形で放出しており、これが周囲のガスと衝突すると高温のプラズマが発生し、X線を放射している。これらの観測は星間ガスの分布を知るうえで有用である。なお、大・中質量星でもフレアのような磁力線由来のX線と思われるX線が観測された例もあるが、そのメカニズムはわかっていない。

## 性質

### 恒星の物理
理想気体の状態方程式が示す通り、ガス体の天体は重力に対抗するために内部が高温・高圧にならなければならない。しかし、その一方で宇宙空間の温度は3Kにすぎず、必ずエネルギーが全方位に流れ出ることになる。これが恒星が輝く理由であり、そのためにエネルギーを供給する源が必要になる。
そのエネルギー源は誕生直後の恒星では自己の重力収縮であるが、やがて水素の原子核融合をエネルギー源とするようになり、一生のほとんどをその状態で過ごす。重い恒星では、一生の終わり近くになると核融合する元素を水素からヘリウムへ変え、順次原子番号の大きな元素を使うようになり、その過程で収縮と膨張を繰り返す。
恒星は水素やヘリウムをおもな成分としたガスの塊である。恒星の中心部では、原子核融合によりエネルギーが生み出されており、中心から表層へかけて密度・温度が次第に減少する構造になっている。これによって恒星の内部には圧力差が発生し、多くの場合は自己の重力による圧縮との釣り合いが保たれている。また、熱エネルギーは高温部から低温部へ移動するため、中心部で発生した熱は放射・対流によって表層へ向けて運ばれ、最終的には光エネルギーとして宇宙空間に放出される。
恒星は惑星と比べて質量が大きく表面温度も高い。人類にとってもっとも身近な恒星である太陽は、地球の33万倍の質量と109倍の半径、5,780K（5,510℃）の表面温度を持つ。太陽系最大の惑星である木星と太陽を比べても、質量は1,000倍、半径は10倍の差がある。
恒星の性質にはさまざまなものがあるが、太陽のように安定した段階にある恒星（主系列星）では、質量が大きいほど半径が大きく高温になるという単純な関係が見られる。たとえば太陽と同じ質量の主系列星はいずれも太陽と似た半径や温度を持つことになり、太陽の7倍の質量を持つスペクトル型B5の主系列星では、半径は太陽の4倍、温度は1万5,500K前後になる。ただし恒星が主系列星から脱して巨星化すると温度の低下と半径の膨張が起き、この法則から逸脱する。
質量が太陽の8%程度より小さい天体は、中心部が軽水素の核融合反応が起きるほど高温にならないため、恒星ではなく褐色矮星に分類される。この値は恒星質量の下限値といえる。また、質量が太陽の100倍を超えるような恒星も強烈な恒星風によって自らを吹き飛ばしてしまうため、形成されうる恒星の質量には上限が課せられる。
褐色矮星と恒星の境界付近の質量を持った恒星では、半径は太陽の10分の1程度になる。主系列星段階を終えた恒星は非常に巨大化し、例えばおおいぬ座VY星という赤色超巨星は太陽の1,000倍を超える半径を持つと考えられている。太陽自体も数十億年後に巨星の段階を迎えると現在の100倍以上にまで膨れ上がると予想されている。
恒星が誕生する際には、質量の小さい恒星ほど形成される可能性が高い。銀河系に存在する恒星の大部分は、太陽より質量の小さいK型やM型の主系列星だと考えられている。しかし低質量の星は暗いために地球に近いものしか観測できない。夜空に見える明るい星の多くは、遠くにある大質量の主系列星や赤色巨星などの数量的には稀だが極端に明るい天体の姿である。
恒星は、質量の10分の1ほどの水素原子がヘリウム原子に変わるまで、主系列星でいる。

### 形成と進化
恒星は、周囲より僅かに物質の密度が高い（それでも地球上の実験室で作ることができる真空よりはずっと希薄な）領域である分子雲から生まれる。分子雲の近くで超新星が爆発したり恒星が近くを通過したりするなどして分子雲に擾乱が起こると、その衝撃波や密度揺らぎによって分子雲の中に圧縮される部分が生じ、重力的に不安定になり収縮していく。大質量星が作られると、その周囲の分子雲が星からの紫外光で電離されて散光星雲（輝線星雲）を作ったり、強烈に照らし出されて反射星雲として観測されたりするようになる。このような星雲の例として、有名なオリオン大星雲やプレアデス星団の周囲の青い星雲などが知られている。
ガス塊の質量が十分大きい場合、熱放射でエネルギーを失うと自己重力によって収縮し温度はかえって上昇する。このような系を「有効比熱が負の系」という。重力ポテンシャルのエネルギーのうち半分は赤外線で放射され、残りは天体内部の温度上昇に寄与する。こうして熱放射はますます盛んになり、やがて輝くようになる。これが原始星である。
原始星の中心温度が数百万度から約1,000万Kに達すると、中心で水素の核融合反応が始まる。すなわち、4個の水素原子を1個のヘリウム原子に変え、エネルギーを発生させることができるようになる。するとこれが熱源となって圧力を発生し、重力による収縮が止まる。この段階の恒星を主系列星という。恒星は一生のうち約90%の時間を主系列星として過ごす。なお星の寿命は質量が小さいほど長くなる。
質量が太陽の約8%よりも小さく、核融合反応を持続することができない星（褐色矮星と呼ばれる）は、自らの重力により、数千億年（宇宙が誕生してから現在までの時間よりも長い）というきわめて長い時間をかけて、位置エネルギーを熱エネルギーに変換しながらゆっくりと収縮していく。最後にはそのままゆっくりと暗くなっていき、黒色矮星へと移っていく。
褐色矮星よりも重いが質量が太陽の46%よりは小さい恒星（赤色矮星と呼ばれる）は、核融合反応は発生するため主系列星には属するものの核反応が遅く、数千億年から数兆年かけて燃料である水素を使い果たしたあと、ヘリウム型の白色矮星になるとされている。

赤色巨星の断面図

大部分の恒星は、燃料となる中心部の水素をほぼ使い果たすと、外層が膨張し巨大な赤い恒星に変化していく。これは赤色巨星と呼ばれる（約50億年後、太陽が赤色巨星になった時には、金星を呑み込むほどに膨張すると言われる）。やがて核の温度と圧力は上昇し、ヘリウムが炭素に変わる核融合が始まる。恒星が十分な質量を持っている場合は、外層はさらに膨張して温度が下がる一方、中心核はどんどん核融合が進み、窒素、酸素、ネオン、マグネシウム、ケイ素、鉄というように、重い元素が形成されていく。
太陽程度の、平均的な質量を持った恒星では、中心核での核融合反応は窒素や酸素の段階で止まり、外層のガスを放出して惑星状星雲を形成する。中心核は外層部の重力を支えきれず収縮し、収縮するとエネルギーを生じ再び膨張する。こうして膨張収縮を繰り返す脈動変光星となる。高密度になったものの、もはや核融合を起こすことができなくなると縮退物質が残る。これは白色矮星と呼ばれる。白色矮星はゆっくりと熱を放出していき、きわめて長い時間をかけて黒色矮星になっていく。
太陽の8倍よりも質量が大きい恒星では、密度が比較的小さいために中心核が縮退することなく核融合反応が進んで次々と重い元素が作られて行く。最終的に鉄が生成されたところで、鉄原子は安定であるためそれ以降は核融合反応が進まなくなり、重力収縮しながら温度が上がっていく。中心温度が約100億度に達すると鉄の光分解という吸熱反応が起き、中心核の圧力が急激に下がって重力崩壊を起こす。その反動で恒星は超新星爆発と呼ばれる大爆発を起こす。これは宇宙で起こる現象の中で、人間的なタイムスケールで起こる数少ないものである。恒星の質量の大部分は爆発で吹き飛ばされ、かに星雲のような超新星残骸を作る。このとき恒星は急激に明るくなり、明るさでおよそ1億倍、等級で約20等も増光し、数週間の間、超新星ひとつが銀河全体と同じ明るさで輝くことも多い。
歴史上、超新星は、今まで星が何もなかったところに突如出現した「新しい星」として「発見」されてきた。超新星爆発が起こったあとの中心核の運命は恒星の元の質量により異なる。太陽の30倍から40倍程度までの質量を持った恒星の場合、中心核は中性子星（パルサー、X線バースター）と呼ばれる天体となる。さらに重い恒星の場合には中心核が完全に重力崩壊を起こしてブラックホールとなる。
ビッグバン直後には、水素・ヘリウム・リチウム・ベリリウムといった軽い元素は形成されたものの、それ以上重い重元素は形成されなかった。その後恒星が形成され、内部での核融合によって、はじめて炭素や窒素、鉄といった重元素が形成されることとなった。恒星内部の核融合で形成されるのは鉄までであり、金やウランのように鉄よりさらに重い元素は、超新星爆発や中性子星の衝突時に形成されると考えられている。こうした重元素を多く含む、吹き飛ばされた恒星の外層は、やがて再び分子雲を作り、新しい恒星や惑星を作る材料となる。このため、太陽系などのように形成が遅い恒星系ほど重元素が多く含まれることになる。このように、超新星から放出された物質や巨星からの恒星風は、恒星間の環境を形成するのに重要な役割を果たしている。